# Ficus nasuta
Ficus nasuta är en mullbärsväxtart som beskrevs av Summerhayes. Ficus nasuta ingår i släktet fikonsläktet, och familjen mullbärsväxter. Inga underarter finns listade i Catalogue of Life.